# Ponikiew Mała
Ponikiew Mała – wieś sołecka w Polsce, położona w województwie mazowieckim, w powiecie ostrołęckim, w gminie Goworowo.
Wierni Kościoła rzymskokatolickiego należą do parafii Podwyższenia Krzyża Świętego w Goworowie.

## Historia
W latach 1921–1939 wieś leżała w województwie białostockim, w powiecie ostrołęckim, w gminie Goworowo.
Ponikiew była rodowym gniazdem Ponikowskich herbu Trzaska, osiadłych w ziemi nurskiej.
W 1827 r. we wsi było 17 domów i 117 mieszkańców.
Według Powszechnego Spisu Ludności z 1921 roku zamieszkiwało tu 251 osób, 247 było wyznania rzymskokatolickiego a 4 mojżeszowego. Jednocześnie 247 mieszkańców zadeklarowało polską przynależność narodową a 4 żydowską. Było tu 39 budynków mieszkalnych. Miejscowość należała do parafii rzymskokatolickiej w Goworowie. Podlegały pod Sąd Grodzki w Ostrołęce i Okręgowy w Łomży; właściwy urząd pocztowy mieścił się w Goworowie.
W latach międzywojennych posiadłość ziemską miał tu Antoni Glinka (589 mórg), J. Górski (262). Działała tu cegielnia (wł. J. Górski), jadłodajnia, dwie kuźnie.
W wyniku agresji niemieckiej we wrześniu 1939 wieś znalazła się pod okupacją niemiecką. Od 1939 do wyzwolenia w 1945 włączona w skład dystryktu warszawskiego.
W latach 1975–1998 miejscowość administracyjnie należała do województwa ostrołęckiego.